# Chlorure de tris(éthylènediamine)cobalt(III)
Le chlorure de tris(éthylènediamine)cobalt(III) est un composé chimique de formule [Co(en)3]Cl3, où « en » est l'abréviation habituelle pour le ligand éthylènediamine NH2CH2CH2NH2. C'est le chlorure du trication [Co(en)3]3+, connu pour son rôle dans l'histoire de la chimie de coordination en raison de sa grande stabilité et de sa stéréochimie particulière. On en a décrit de nombreux autres sels. Ce complexe a été décrit pour la première fois au début du siècle dernier par Alfred Werner, qui avait isolé ce chlorure sous forme d'aiguilles dorées cristallisées.

## Synthèse
Le chlorure de tris(éthylènediamine)cobalt(III) peut s'obtenir à partir d'une solution aqueuse d'éthylènediamine et de pratiquement n'importe quel sel de cobalt(II), comme le chlorure de cobalt(II) CoCl2. La solution est ensuite oxydée par l'air et les complexes éthylènediamine et de cobalt(II) se transforment en complexes de cobalt(III). La réaction a un rendement de 95 % et le trication peut être isolé avec un large éventail d'anions. L'analyse détaillée du produit obtenu par synthèse à grande échelle a révélé la présence d'un sous-produit mineur, de la forme [Co(en)2(NH2CH2CH2NH3Cl)]Cl3, dans lequel on observe le ligand monodenté NH2CH2CH2NH3+ protoné.

## Structure
Le cation [Co(en)3]3+ est octaédrique avec des liaisons Co–N longues de 194,7  à   198,1 pm. Les angles N–Co–N sont de 85° dans les cycles de chélation et de 90° entre les atomes d'azote des cycles adjacents.
Ce complexe est de symétrie D3. Il peut être résolu en énantiomères notés Δ et Λ, généralement à l'aide de sels de tartrate. La résolution optique est un sujet classique des cours de synthèse chimique. Les cycles MN2C2 n'étant pas plans, ils se trouvent dans l'une ou l'autre des conformations identifiées par les symboles λ et δ. La conformation du cycle et la configuration absolue des centres métalliques sont décrites par les termes lel (lorsque le squelette est parallèle à l'axe de symétrie C3) ou ob (lorsque le squelette est à l'opposé de ce même axe C3). On peut ainsi identifier les conformations diastéréoisomères suivantes entre les trois ligands : Δ-(lel)3, Δ-(lel)2(ob), Δ-(lel)(ob)2 et Δ-(ob)3 ; les images miroir Λ de ces espèces existent également.

Structure tridimentionnelle du diastéréoisomère Δ-(lel)3, ou Δ-λλλ, du trication [Co(en)3]3+. L'un des axes de symétrie C2 est indiqué en rouge.

## Hydrates
Les complexes de coordination cationiques d'ammoniac et d'alkylamines cristallisent généralement en intégrant des molécules d'eau à leur réseau cristallin. La stœchiométrie peut dépendre des conditions de cristallisation et, dans le cas des complexes chiraux, de la pureté optique du cation. Le [Co(en)3]Cl3 racémique est le plus souvent obtenu sous forme de dihydrate ou de trihydrate. Pour le sel optiquement pur, on connaît également les espèces (+)-[Co(en)3]Cl3·3⁄2H2O, (+)-[Co(en)3]Cl3·1⁄2NaCl·3H2O et (+)-[Co(en)3]Cl3·H2O.